# Teoria formy otwartej
Teoria formy otwartej – koncepcja dotycząca sztuk pięknych, szczególnie architektury, której twórcą był Oskar Hansen.

## Teoria
W myśl teorii formy otwartej, artysta przez artefakt artystyczny, nie tworzy zamkniętego dzieła sztuki, lecz buduje możliwość kontekstu i interpretacji.
Dzieło o formie otwartej jest zawsze gotowe, aby znaleźć się w nowych okolicznościach, w nowym czasie, w nowej relacji ze zmienną rzeczywistością. Od odbiorcy, który jest jednocześnie widzem i aktorem biorącym czynny udział, żąda indywidualnej interpretacji i obliguje go do budowania kontekstu. Dzięki temu dzieło zawsze żyje, nie traci aktualności i tym samym nie marnotrawi środków. Artysta postuluje bezklasowość, egalitaryzm, bezhierarchiczność, demokrację, niedogmatyczność, decentralizację, asymetrię.

## Twórcy form otwartych (wybór)
Jerzy Jarnuszkiewicz, Julian Pałka, Jerzy Sołtan, Stanisław Zamecznik, Lech Tomaszewski, Zofia Kulik, Zbigniew Ihnatowicz

## Projekty i realizacje architektoniczne (przykłady)
- pawilon na wystawę Expo'58 w Brukseli (J. Sołtan, Z. Ihnatowicz, O. Hansen, J. Kosiński)
- pawilon "Tropik" na targi w Damaszku (O. Hansen, L. Tomaszewski)
- projekt pomnika ofiar obozu Auschwitz, niezrealizowany (J. Jarnuszkiewicz, J. Pałka, O. Hansen)